# 席克正
席克正（1924年—），男，四川成都人，中国经济学家，曾任上海财经大学教授、博士生导师，中国财政学会理事。